# Septième Ciel (série télévisée, 2023)
Pour les articles homonymes, voir Septième ciel.
Septième Ciel est une série télévisée française créée par Clémence Azincourt avec la collaboration d'Alice Vial et diffusée depuis le 19 janvier 2023 sur OCS. La série a obtenu le prix de la meilleure série 26' au Festival de la fiction de la Rochelle 2022.

## Synopsis
À l'approche de ses 80 ans, Jacques est placé par sa fille dans une maison de retraite. Dans l'établissement, il fait la rencontre d'une autre résidente, Rose, et tombe amoureux d'elle.

## Distribution
Sauf indication contraire, les informations mentionnées dans cette section peuvent être confirmées par la base de données cinématographiques Allociné,  présente dans la section « Liens externes ».
- Sylvie Granotier : Rose Chardon
- Thierry Desroses : Georges Lacaille (Saison 2)
- Féodor Atkine : Jacques Rotanger (Saison 1)
- Irène Jacob : Isabelle Rotanger
- Justine Lacroix : Elsa Verniot
- Clémence Azincourt : Karima Jordana
- Jean-Louis Garçon : Thierry Loiseau
- Peggy Martineau : Bérangère Merlot
- Gregory Corre : Edouard Evrard
- Jean-Édouard Bodziak : Gilles Giaume
- Hubert Delattre : Paul Chardon
- Jules Sagot : Alban

## Production
La série est créée par Clémence Azincourt avec la collaboration d'Alice Vial. Elle a coécrit le scénario avec Clément Marchand et Alice Vial, cette dernière étant également chargée de la réalisation des dix épisodes.
La première saison de dix épisodes débute le 19 janvier 2023 sur OCS.

## Fiche technique
- Création : Clémence Azincourt[1] avec la collaboration d'Alice Vial
- Scénario : Clémence Azincourt, Alice Vial et Clément Marchand[2].
- Réalisation : Alice Vial
- Musique : Pierre Antoine Durand
- Musique du générique : Pierre Antoine Durand
- Photographie : Martin de Chabaneix
- Son : Romain de Gueltz
- Décors : Julie Plumelle
- Costumes : Marion Moulès & Mathieu Camblor
- Montage : Stéphane Perreira, Emmanuele Labbé & Baptiste Ribrault
- Coproduction :
- Production exécutive : Next Episode
- Société de production : OCS

## Épisodes
Les épisodes sont numérotés de un à dix.

## Récompenses
La série a obtenu le prix de la meilleure série 26' au Festival de la fiction TV de la Rochelle 2022.